# Lozova
Lozova (tiếng Ukraina: Лозова) là một thành phố của Ukraina. Thành phố này thuộc tỉnh Kharkiv. Thành phố này có diện tích ? km2, dân số theo điều tra dân số năm 2001 là 64041 người.

## Khí hậu
| Dữ liệu khí hậu của Lozova (1981–2010)   | Dữ liệu khí hậu của Lozova (1981–2010) | Dữ liệu khí hậu của Lozova (1981–2010) | Dữ liệu khí hậu của Lozova (1981–2010) | Dữ liệu khí hậu của Lozova (1981–2010) | Dữ liệu khí hậu của Lozova (1981–2010) | Dữ liệu khí hậu của Lozova (1981–2010) | Dữ liệu khí hậu của Lozova (1981–2010) | Dữ liệu khí hậu của Lozova (1981–2010) | Dữ liệu khí hậu của Lozova (1981–2010) | Dữ liệu khí hậu của Lozova (1981–2010) | Dữ liệu khí hậu của Lozova (1981–2010) | Dữ liệu khí hậu của Lozova (1981–2010) | Dữ liệu khí hậu của Lozova (1981–2010) |
| Tháng                                    | 1                                      | 2                                      | 3                                      | 4                                      | 5                                      | 6                                      | 7                                      | 8                                      | 9                                      | 10                                     | 11                                     | 12                                     | Năm                                    |
| ---------------------------------------- | -------------------------------------- | -------------------------------------- | -------------------------------------- | -------------------------------------- | -------------------------------------- | -------------------------------------- | -------------------------------------- | -------------------------------------- | -------------------------------------- | -------------------------------------- | -------------------------------------- | -------------------------------------- | -------------------------------------- |
| Trung bình ngày tối đa °C (°F)           | −1.9 (28.6)                            | −1.2 (29.8)                            | 5.0 (41.0)                             | 14.7 (58.5)                            | 21.6 (70.9)                            | 25.1 (77.2)                            | 27.4 (81.3)                            | 26.8 (80.2)                            | 20.6 (69.1)                            | 12.9 (55.2)                            | 4.3 (39.7)                             | −0.7 (30.7)                            | 12.9 (55.2)                            |
| Trung bình ngày °C (°F)                  | −4.5 (23.9)                            | −4.3 (24.3)                            | 1.0 (33.8)                             | 9.3 (48.7)                             | 15.8 (60.4)                            | 19.4 (66.9)                            | 21.5 (70.7)                            | 20.6 (69.1)                            | 14.8 (58.6)                            | 8.2 (46.8)                             | 1.3 (34.3)                             | −3.3 (26.1)                            | 8.3 (46.9)                             |
| Tối thiểu trung bình ngày °C (°F)        | −6.9 (19.6)                            | −7.2 (19.0)                            | −2.2 (28.0)                            | 4.5 (40.1)                             | 10.2 (50.4)                            | 14.3 (57.7)                            | 16.0 (60.8)                            | 14.9 (58.8)                            | 9.9 (49.8)                             | 4.4 (39.9)                             | −1.3 (29.7)                            | −5.7 (21.7)                            | 4.2 (39.6)                             |
| Lượng Giáng thủy trung bình mm (inches)  | 42.5 (1.67)                            | 36.5 (1.44)                            | 37.6 (1.48)                            | 36.1 (1.42)                            | 48.4 (1.91)                            | 70.1 (2.76)                            | 53.1 (2.09)                            | 49.7 (1.96)                            | 48.3 (1.90)                            | 43.3 (1.70)                            | 44.0 (1.73)                            | 42.5 (1.67)                            | 552.1 (21.74)                          |
| Số ngày giáng thủy trung bình (≥ 1.0 mm) | 9.8                                    | 7.7                                    | 7.7                                    | 6.5                                    | 6.9                                    | 8.5                                    | 7.0                                    | 5.3                                    | 6.4                                    | 5.8                                    | 7.0                                    | 8.1                                    | 86.7                                   |
| Độ ẩm tương đối trung bình (%)           | 87.5                                   | 84.3                                   | 78.7                                   | 65.3                                   | 59.7                                   | 64.8                                   | 64.2                                   | 61.5                                   | 68.4                                   | 76.5                                   | 85.9                                   | 88.2                                   | 73.8                                   |
| Nguồn: Tổ chức Khí tượng Thế giới        |                                        |                                        |                                        |                                        |                                        |                                        |                                        |                                        |                                        |                                        |                                        |                                        |                                        |

## Giao thông
Lozova là một trung tâm đường sắt quan trọng trong tỉnh Kharkiv.